# Tawarau (rivière)
La rivière Tawarau  (en anglais : Tawarau River) est un cours d’eau de la partie sud de la région de Waikato de l’Île du Nord de la Nouvelle-Zélande.

## Géographie
Elle s’écoule vers le nord-ouest pour atteindre la rivière Marokopa à 12 km de la dernière embouchure dans le North Taranaki Bight (en) Land Information New Zealand, « détail emplacement: Tawarau (rivière) », sur New Zealand Gazetteer.